# Dragon Kill Points
Dragon Kill Points (DKP) ist ein Punktesystem, das in vielen Online-Spielen, besonders MMORPGs, verwendet wird, um erbeutete Gegenstände (Loot) auf die einzelnen Spieler einer Gruppe aufzuteilen.

## Hintergrund
Derlei Spiele drehen sich nach dem Aufbau der Spielfiguren bis zur höchsten Erfahrungsstufe (Level Cap) hauptsächlich um das Beschaffen von Ausrüstungsgegenständen für die Figuren, wie Waffen, Helme, Brustpanzer usw. Die besten dieser Gegenstände können fast ausschließlich durch den Sieg über bestimmte hochstufige Gegner erlangt werden.
Die Spiele sind jedoch meistens so ausgelegt, dass diese Gegner nicht allein zu bekämpfen sind, sondern nur in großen Gruppen von Spielern.
Da innerhalb dieser Gruppen meistens mehrere Spieler auf dieselben Gegenstände hoffen, und das Würfeln um sie wegen der so nicht möglichen Beachtung der Leistungen des Einzelnen (z. B. Anwesenheit bei jedem Raid, die teilweise über 3 Stunden dauern) deshalb nicht als optimales Entscheidungswerkzeug angesehen wird, wird oft Gilden- oder Gruppenintern ein DKP-System angewandt.

## Funktionsweise
Spieler erhalten DKP für die Teilnahme an Gildenunternehmungen wie Raids und können diese dann als Währung einsetzen, um für von den Gegnern fallen gelassene Gegenstände wie bei einer Auktion zu bieten.

Es gibt aber auch andere DKP-Systeme. Je nach Auslegung der DKP-Regeln einer Spielergemeinschaft können die Punkte auch im Voraus als Kaufsumme für noch nicht gefallene Gegenstände geboten werden.

### Erfassung
Die Spiele selbst bieten meistens keine DKP-Verwaltung. Die Gilden sind also auf externe Programme angewiesen. Diese werden in die Website integriert und dort gepflegt. Sie bieten so auch eine gute Anwesenheitsstatistik und sind oft mit einer Datenbank verbunden, die zeigt, wer wie viele DKP für welchen Gegenstand ausgegeben hat.

## Vorteile
Das System ermöglicht aktiveren Spielern, bessere Belohnungen zu bekommen als jenen, die nicht so oft teilnehmen. Im Prinzip wird man hauptsächlich für seine Online-Zeit, nebenbei auch für die Leistungen beim Erlegen von Endgegnern belohnt. Nicht zuletzt bestimmt die Anzahl der DKP auch die Reputation in der Spielgruppe.

## Nachteile
Gelegenheitsspieler, die nicht gewillt oder in der Lage sind, meistens mehrmals je Woche viele Stunden mit der Teilnahme an Raids zu verbringen, haben weniger Chancen an gute Ausrüstungsgegenstände zu kommen, da ihr DKP-Konto nur langsam gefüllt wird.

Es werden aber auch Ausrüstungsgegenstände mehrmals erbeutet, die dann von den Gelegenheitsspielern zwar etwas später, aber auch billiger erreicht werden können.

Der administrative Mehraufwand ist auch nicht zu unterschätzen. Es müssen die bezahlten DKP und wer am Raid von wann bis wann teilgenommen hat notiert und in das DKP-System eingetragen werden.